# Estácio
Estácio – stacja metra w Rio de Janeiro, na linii 1. Zlokalizowana jest pomiędzy stacjami Praça Onze i Afonso Pena. Została otwarta 25 września 1980.